# Goldfröschchen

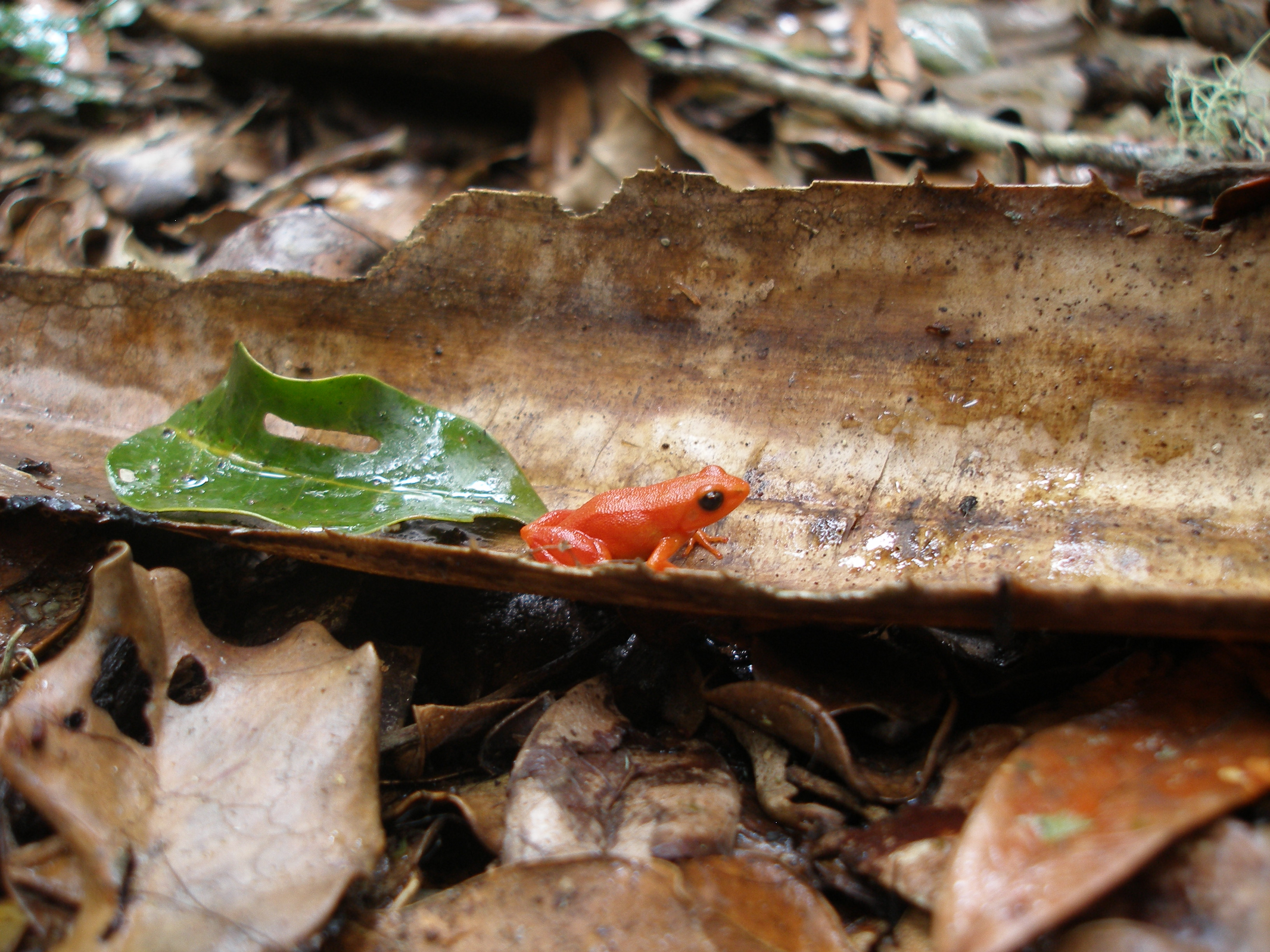
Goldfröschchen in seinem natürlichen Lebensraum

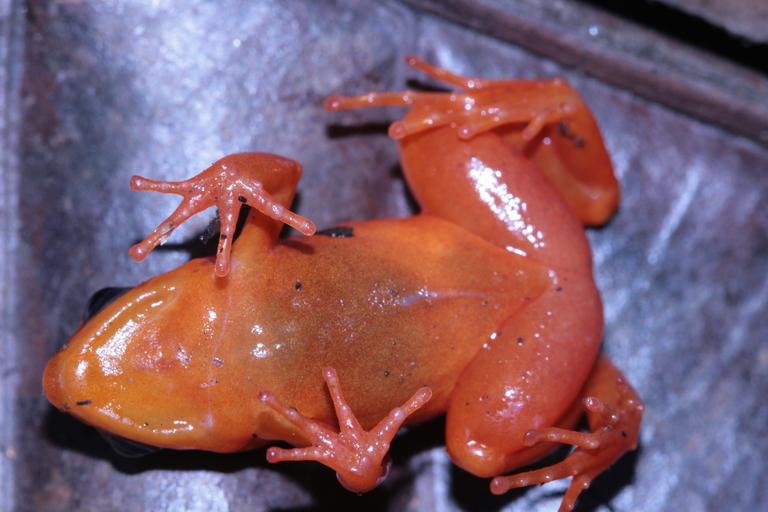
Auch die Unterseite ist orange gefärbt; die Haut erscheint dabei oft halbtransparent, so dass sich einige innere Organe abzeichnen

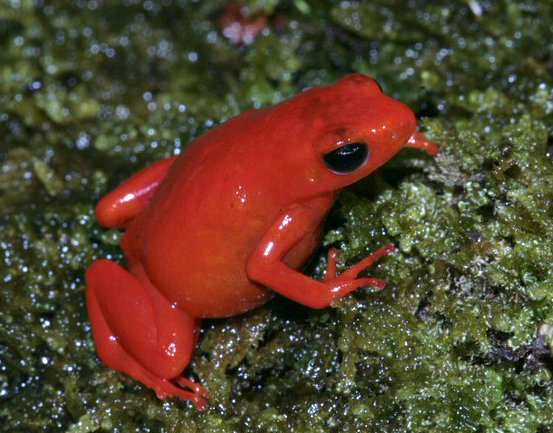
Einige Exemplare sind kräftig rot gefärbt (hier wohl ein Weibchen) …

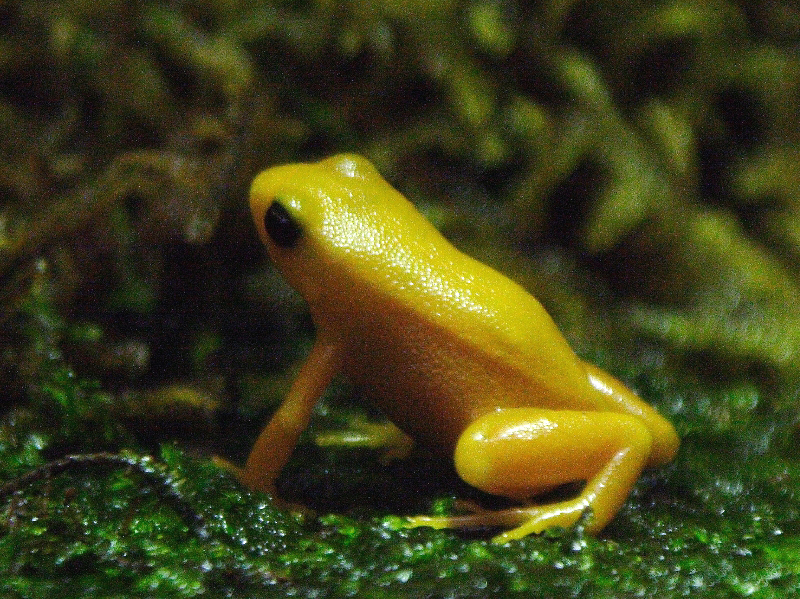
… andere eher gelblich

Das Goldfröschchen (Mantella aurantiaca) ist eine sehr kleine, überwiegend bodenlebende Art der Froschlurche aus der Familie der Madagaskarfrösche. Charakteristisch ist die einheitliche Orangefärbung dieser seltenen Tiere, die lediglich in einem kleinen Gebiet auf der Insel Madagaskar heimisch sind.

## Merkmale
Erwachsene Frösche erreichen eine Kopf-Rumpf-Länge von 19 bis 24 Millimetern, Weibchen vereinzelt auch bis 31 mm. Sie sind nahezu einheitlich leuchtend orange gefärbt, wobei es Variationen zwischen Gelborange und – zumindest in einzelnen Populationen – Rotorange geben kann. Die Bauchseite ist oft ein wenig heller als die Oberseite und leicht durchscheinend. An den Innenseiten der Hinterbeine sowie an den Flanken können rote Flecken vorhanden sein. Die Iris der Augen ist fast durchgängig schwarz; nur im oberen Teil gibt es hellere Pigmentstellen. Die waagerecht gestellte Pupille ist aufgrund der Schwarzfärbung der Iris meist nicht klar zu erkennen. Die Weibchen sind nicht nur durchschnittlich etwas größer, sondern auch etwas „breiter“ gebaut.

## Verbreitung und Lebensraum
Goldfröschchen kommen nur in einem weniger als 10 km² umfassenden Areal im Osten von Madagaskar in Höhen zwischen 920 und 960 Metern vor. Das Verbreitungsgebiet ist eng auf kleine Wäldchen in der Umgebung der Torotorofotsy-Sümpfe nahe Andasibe begrenzt. Diese Waldflächen sind oft durch die Anwesenheit von Schraubenbäumen (Pandanus spp.) charakterisiert.
Die Fröschchen bewohnen vorwiegend die feuchte bis sumpfige Streuschicht am Boden, wo sie sich zwischen Laub, Moos und Wurzelwerk verbergen und tagaktiv nach kleinen Insekten u. a. Wirbellosen jagen. Die klimatischen Bedingungen der Lebensräume zeichnen sich durch spezifische Temperaturspannen aus. In den Monaten Oktober bis April liegen diese am Tag zwischen 18 und 25 °C. Im Südwinter, von April bis Oktober, erreichen die Temperaturen tagsüber 15 bis 20 °C und können nachts auf 10 °C absinken. Die Hauptregenzeit fällt in den Zeitraum zwischen Dezember und März; es herrschen jedoch ganzjährig feuchte Bedingungen.
Durch die fortschreitende Entwaldung und Fragmentierung des Gebietes ist der Lebensraum und damit die Art stark bedroht. Das Goldfröschchen wird auf der Roten Liste der IUCN als „critically endangered“ (= akut vom Aussterben bedroht) eingestuft.

## Fortpflanzung und Individualentwicklung
Die Männchen äußern zur Paarungszeit zwischen November und Januar unregelmäßige Serien kurzer Klicklaute („tiek-tiek“), die sie mit Hilfe einer Schallblase erzeugen. Die Weibchen setzen in feuchten Bodenverstecken zwischen Falllaub haselnussgroße, schaumige Gelege aus etwa 20 bis 60 weißlichen Eiern ab. Die nach etwa zwei Wochen Embryonalentwicklung schlüpfenden Kaulquappen werden durch starken Regen in naheliegende Gewässer gespült beziehungsweise wachsen in sich aus den Niederschlägen bildenden Tümpeln heran. Die Metamorphose zu 9 bis 11 mm großen Jungfröschen erfolgt nach etwa 70 Tagen. Die Jungtiere sind anfangs dunkelbraun mit schwarzer Rautenzeichnung auf dem Rücken und färben sich etwa im Alter von acht Wochen um. Nach einem Jahr erreichen sie die Geschlechtsreife.

## Toxizität
Die Haut der braun gefärbten Jungfrösche enthält noch keine Giftstoffe. Bei den Erwachsenen sind dagegen unter anderem Alkaloide wie Pumiliotoxine, Allopumiliotoxine und Homopumiliotoxine sowie Pyrrolizidine, Indolizidine und Chinolizidine in den Hautdrüsen vorhanden – als Schutz gegen Bakterien- und Pilzbefall sowie gegenüber Fressfeinden. Wie bei den südamerikanischen Baumsteigerfröschen ist der Giftgehalt vom verfügbaren Nahrungsspektrum abhängig, aus dem die Goldfröschchen ihre Gifte gewinnen und anreichern. Als Quellen werden vor allem Ameisen und Termiten vermutet. In Gefangenschaft verlieren Goldfröschchen ihre Toxizität offenbar allmählich.

## Haltung und Artenschutz
Wie alle Buntfröschchen-Arten ist auch Mantella aurantiaca ein beliebtes Terrarientier. Vor allem in den 1990er-Jahren kam es dabei zu umfangreicheren kommerziellen Exporten aus Madagaskar. Diese haben sich neben der Habitatzerstörung negativ auf die dortigen Bestände ausgewirkt, zumal die Tiere auch noch sehr transportempfindlich sind. Seit 2006 ist in der Europäischen Union eine Einfuhr wildgefangener Exemplare dieser im Anhang II des Washingtoner Artenschutz-Übereinkommens (CITES) verzeichneten Art komplett verboten. Der Bedarf muss seitdem aus in Gefangenschaft gezüchteten Exemplaren gedeckt werden, wobei aber die CITES-Bestimmungen zu beachten sind. Goldfröschchen werden heute weltweit in etwa 35 Zoos und ähnlichen Institutionen gehalten und nachgezüchtet.
Aufgrund politischer Unruhen in Madagaskar (Regierungsumsturz im Frühjahr 2009) steht die Einhaltung und Umsetzung internationaler Artenschutzbestimmungen allerdings derzeit in Frage. Es wird befürchtet, dass die Situation zu erneuten unkontrollierten Ausfuhren seltener, bestandsbedrohter Tierarten genutzt werden könnte, so auch beim Goldfröschchen.